# Parti républicain balte
Le parti républicain balte a été fondé le 1er janvier 1993 dans l'oblast de Kaliningrad en Russie, dans le nord de l'ancienne province de Prusse-Orientale.

## Description
Ce parti est présidé par Sergei Pasko et Rustam Vasiliev et a son adresse au 20 de la rue Schiller à Kaliningrad.
Son objectif politique principal est d'établir une république balte autonome dans l’actuel oblast russe de Kaliningrad, voire d'atteindre l'indépendance politique complète. Le parti envisage la création d'une démocratie parlementaire avec une juridiction indépendante. Le parti inscrit sa politique dans la lignée des Sociaux-libéraux et compte rendre à certaines villes leur nom historique comme Königsberg pour Kaliningrad.
Le 26 mars 2003, la législation russe a retiré au PRB son statut de parti qui depuis le 21 février 2005 se nomme Respublika. Toutes les demandes de révision ont été rejetées.